# Amphistomus accidatus
Amphistomus accidatus là một loài bọ cánh cứng trong họ Bọ hung (Scarabaeidae).